# Hartington Upper Quarter
Hartington Upper Quarter est une paroisse civile du Derbyshire, en Angleterre.